# Komandosi z podwórka
Komandosi z podwórka (ang. Barnyard Commandos, 1990) – serial animowany produkcji amerykańskiej wyprodukowany przez Murakami-Wolf-Swenson.

## Opis fabuły
Akcja serialu rozgrywa się na farmie, którą zamieszkują dwie drużyny zwierzęcych żołnierzy - oddział baranów R.A.M.S. (Rebel Army of Military Sheep) i oddział świń P.O.R.K.S. (Platoon of Rebel Killer Swine). Toczą one ze sobą nieustanną wojnę o dosłownie wszystko.

## Obsada (głosy)
- Scott Bullock
- Thom Bray
- Pat Fraley
- Paul Hreppel
- John Mariano
- Bob Ridgley
- Lennie Weinrib
- Danny Wells

## Wersja polska
Serial został wydany na kasetach VHS i płytach DVD. Dystrybucja: Demel. Wersja z polskim lektorem, którym był Janusz Kozioł. Serial wydany także w serii Magiczny Świat Bajek razem z takimi serialami animowanymi jak: Śliczne świnki, G.I. Joe, Transformery, Mój mały kucyk, Kapitan Bucky O’Hare.

## Spis odcinków
| N/o            | Polski tytuł            | Angielski tytuł               |
| -------------- | ----------------------- | ----------------------------- |
|                |                         |                               |
| SERIA PIERWSZA |                         |                               |
|                |                         |                               |
| 01             | Zaczęło się od jabłka   | Apple-Calypse Now             |
|                |                         |                               |
| 02             | Ostateczne poszukiwania | Ultimate Quest                |
|                |                         |                               |
| 03             | Skarb Góry Rampork      | Treasure of Ram Pork Mountain |
|                |                         |                               |
| 04             | Z powrotem na farmie    | Back to the Farm              |
|                |                         |                               |